# Шеикат Муфлихи
Шеикат Муфлихи (арап. مشيخة المفلحي) је била феудална на југу Арабијског полуострва источно од луке Аден. Крајем 19. вијека овај шеикат је постао вазална држава под контролом Британског царства као дио Протектората Аден. Данас је територија овог бившег шеиката дио јеменских мухафаза Лахиџ и Ад Дали.
Пријестоница овог шеиката био је град Ал Муфлихи.

## Историја
Испочетка је Шеикат Муфлихи који постоји од половине 19. стољећа, био само један од пет шеиката Султаната Горња Јафа (уз Буси, Дуби, Хадрами и Маусату) у саставу Протектората Аден. Али кад је на територији Протектората Аден настала нова британска творевина, Федерација Арапских Емирата Југа — Муфлихи се одвојио од Султаната Горња Јафа и ушао је у ту нову државну творевину као засебна држава. Ваља рећи и да главни разлог за то било одбијање Султаната Горња Јафа да уђе у нову творевину Федерацију Арапских Емирата Југа, на крају се Горња Јафа придружила удаљеном и конзервативнијем Протекторату Јужне Арабије. Шеикат Муфлихи је током 1960-их опет као ,, независна држава" ушао у новостворену Федерацију Јужне Арабије.
Посљедњи шеик ове феудалне државе био је ал Касим ибн Абд ар Рахман, који је развлашћен 1967. када је укинут Шеикат Муфлихи, те на његовој територији основана држава Јужни Јемен.
Упркос томе што већина чланова породице Муфлахи и данас живе у Јемену, неки су почетком 1960-их мигрирали у земље на северу попут Саудијске Арабије, Кувајта, УАЕ и Катар. Након свргавања династије, многи чланови породице су такође мигрирали у западне земље попут УК где углавном живе у Бирмингему, а такође и у САД.